# Martinci (Buzet)
 Martinci   (olaszul: Martinzi) falu Horvátországban, Isztria megyében. Közigazgatásilag Buzethez tartozik.

## Fekvése
Az Isztriai-félsziget északi részének közepén, Pazintól 17 km-re északra, községközpontjától 6 km-re délre fekszik.

## Története
A falunak 1857-ben 80, 1910-ben 131 lakosa volt. 2011-ben 20 lakosa volt.

## Lakosság
| Lakosság változása | Lakosság változása | Lakosság változása | Lakosság változása | Lakosság változása | Lakosság változása | Lakosság változása | Lakosság változása | Lakosság változása | Lakosság változása | Lakosság változása | Lakosság változása | Lakosság változása | Lakosság változása | Lakosság változása | Lakosság változása |
| ------------------ | ------------------ | ------------------ | ------------------ | ------------------ | ------------------ | ------------------ | ------------------ | ------------------ | ------------------ | ------------------ | ------------------ | ------------------ | ------------------ | ------------------ | ------------------ |
| 1857               | 1869               | 1880               | 1890               | 1900               | 1910               | 1921               | 1931               | 1948               | 1953               | 1961               | 1971               | 1981               | 1991               | 2001               | 2011               |
| 80                 | 87                 | 90                 | 87                 | 120                | 131                | 0                  | 0                  | 110                | 93                 | 61                 | 32                 | 33                 | 20                 | 22                 | 20                 |